# 5 de 9 amb folre i l'agulla
El 5 de 9 amb folre i l'agulla, o 5 de 9 amb folre i pilar, és un castell de gamma extra mai realitzat, intentat ni assajat, de 9 pisos d'alçada i 5 persones per pis, que en descarregar-se deixa enmig de l'estructura del tres un pilar de 7 amb folre.
Amb un pis menys, el 5 de 8 amb l'agulla és un castell recent a la història dels castells, només assolit per dues colles fins a l'actualitat. El 3 d'octubre del 2009 els Castellers de Vilafranca el van carregar i descarregar per primera vegada a la diada del Mercadal de Reus. Per la seva banda, la Colla Jove Xiquets de Tarragona el va carregar per primera vegada el 20 d'octubre del 2012 a la X Diada de l'Esperidió al Teatre Auditori del Camp de Mart de Tarragona.